# Быханов сад
Быха́нов сад (ранее — Комсомольский парк имени В. Н. Скороходова) — парк в Правобережном округе города Липецка. Официальное название — парк «Быха́нов сад».
Расположен между улицами Гагарина, Балмочных, Тельмана и Евдокиевским кладбищем.
Площадь — 13,5418 га.
В составе древесных пород преобладают ель, берёза, каштан. Также здесь растут декоративные кустарники,  липы сердцелистные, яблони и груши,скумпия.

## История и общие сведения

Памятник Валентину Скороходову

«Быханов сад» является парком культуры и отдыха, который был сформирован в 1954 году на территории питомника Липецкого зеленхоза, который ранее, в свою очередь, был организован на базе питомника плодовых и лесопарковых культур уроженца Липецка и известного липецкого садовода — Василия Васильевича Быханова (1829—1896), брата выдающегося русского ученого предложившего теорию дрейфа материков — Евграфа Васильевича Быханова (1839—1915). Первоначально, в 1954 году, парк получил имя — Комсомо́льский.
В 1967 году в парке открывается памятник учителю и комсомольскому вожаку В. Н. Скороходову. (ск. Ю. Д. Гришко, арх. Н. Р. Полунин). В его честь парк переименован в парк и́мени В. Н. Скорохо́дова.
30 июня 1993 года парк переименовали в Быха́нов сад.
По периметру парка (вдоль улиц Балмочных и Тельмана) сохраняются деревянные частные дома. На востоке Быханов сад ограничивает здание спортивного комплекса «Спартак» (ул. Гагарина, 70а), первая очередь которого была сдана в 1968 году.
Ботаническая ценность парка определяется наличием деревьев — экзотов, таких как ель колючая, клён псевдоплатановый, робиния псевдоакация, области распространения которых находятся на разных континентах. Кроме того, на территории парка живёт ряд видов птиц: горлица кольчатая, поползень обыкновенный, рябинник, свиристель, стриж чёрный.
В 2008 году парк стал «Особо охраняемой природной территорией местного значения».
В 2018 году площадь парка сократилась с 13,6153 га до 13,5418 га в связи со строительством электрической подстанции для новых жилых зданий по улице Балмочных.

## Проекты
В парке планировалось строительство здания ботанического сада. В проходившем в 2007 году конкурсе проектов победила работа архитектора А. К. Николюкина — сферическое стеклянное здание, окружённое водой. Сад так и не был построен.